# Charisina angustifrons
Charisina angustifrons är en tvåvingeart som beskrevs av Lindner 1951. Charisina angustifrons ingår i släktet Charisina och familjen vapenflugor. Inga underarter finns listade i Catalogue of Life.